# Gallenkamp (Lübbecke)

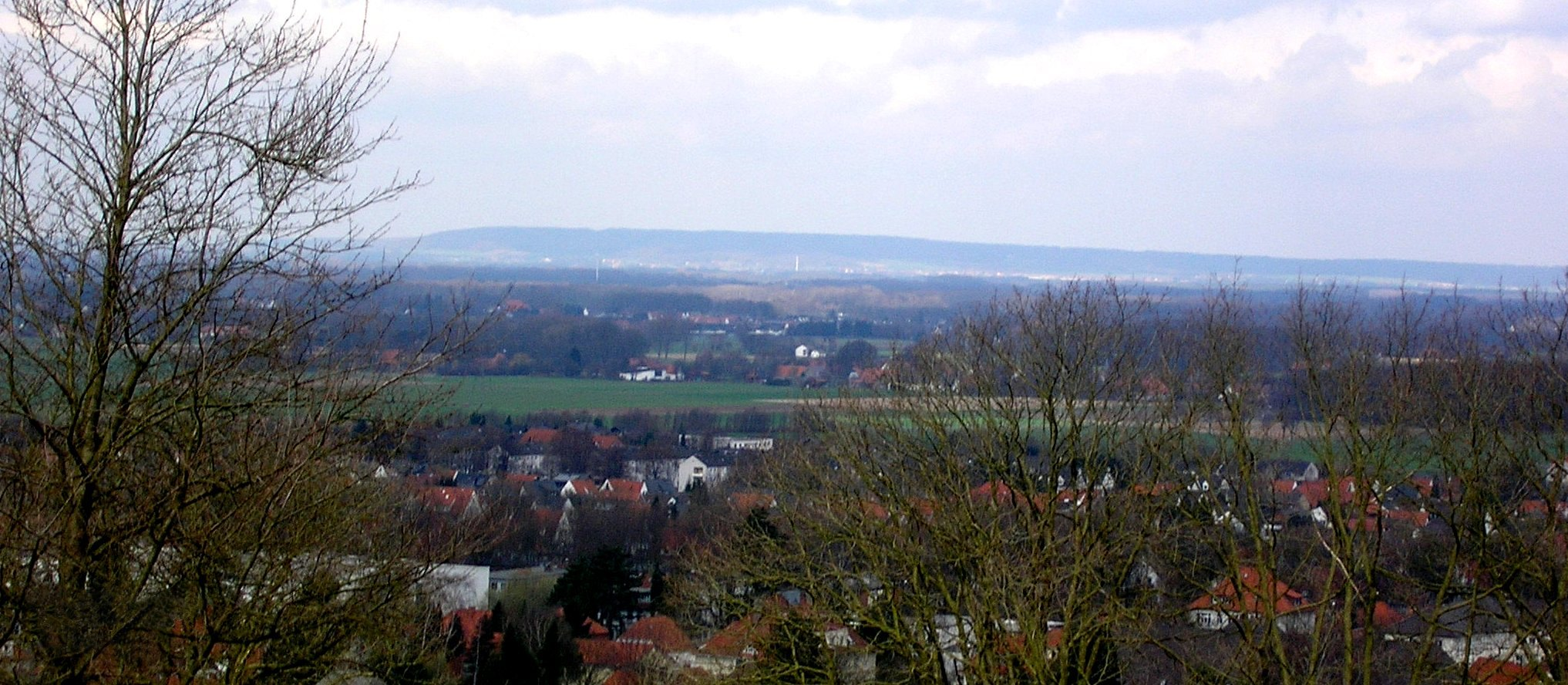
Die hochgelegene, unbebaute Freifläche des Gallenkamps erlaubt einen ungestörten Blick auf das Lübbecker Land.

Der Gallenkamp ist eine rund 2,6 Hektar große parkähnliche Freifläche in der ostwestfälischen Stadt Lübbecke. Er liegt unmittelbar westlich des Stadtzentrums auf dem Gebiet der Lübbecker Kernstadt in Hanglage zwischen 115 und 140 Metern über NN.
Zentral durchquert ein unbefestigter Wanderweg das Gebiet, der im Südwesten über die Abzweigung Korffstraße in einen Weg in den Wald durch den Hollensiek übergeht. Die Fläche besteht überwiegend aus Wiese, ist aber mit Bäumen durchsetzt, die nicht nur, aber vor allem den genannten Wanderweg alleeartig begleiten. Im Südosten grenzt die trapezförmige Freizeitfläche an die Straße „Auf dem Gallenkamp“, im Nordosten an die „Kreishausstraße“, beides exklusive Wohngegenden, im Nordwesten an Baugrundstücke der „Korffstraße“ und im Südwesten unmittelbar an den Wald des Wiehengebirges.
Genannte Kreishausstraße ist mit einer Steigung von 17 Prozent einer der steilsten innerstädtischen Straßen Lübbeckes.
In nordöstlicher Verlängerung, also jenseits der Kreishausstraße, liegt der ebenfalls parkähnliche, jedoch kleinere Ehrenhain der Stadt Lübbecke, auf dem sich einige Kriegerdenkmale befinden.
In historischer Zeit war Gallenkamp der Galgenberg der Stadt. Bei der Lübbecker Jugend ist die Fläche vor allem im Winter und bei entsprechender Schneelage für das Rodeln beliebt. Ein weiteres Nutzungskonzept sieht seit dem Jahre 2012 den Gallenkamp als Hochzeitswiese der Stadt Lübbecke.
Zwar nicht unmittelbar angrenzend, jedoch nur in nur 300 Meter Entfernung im angrenzenden Bergwald liegt der Sonnenwinkel. Der für dieses Naturschutzgebiet so typische dichte Bärlauchbewuchs findet sich auf im unmittelbar an den Gallenkamp angrenzenden Wald des Wiehengebirges.
Im äußersten Südwesten, prominent an der höchsten Stelle, befindet steht das „Kreuz des deutschen Ostens“, ein rund fünf Meter großes Holzkreuz.
Der Name Gallenkamp besteht aus zwei Wortstämmenː Gallen deutet auf das Wort Galgen. Kamp hingegen ist das niederdeutsche Wort für eine Fläche, die Acker, Wiese, Weide, Wald oder auch Busch sein konnte. Die Flächen mit dem Galgen wurden daher auch Galgenacker, Galgenkamp oder Gallenkamp genannt.
In der Straße Auf dem Gallenkamp Nr. 25 steht die denkmalgeschützte Villa August Wilhelm Blase.
Da das Gelände im westlichen Bereich eine hinreichende Steilheit aufweist, ist der Gallenkamp Winter und bei entsprechender Schneelage für das Rodeln beliebt., 

## Das Kreuz des deutschen Ostens

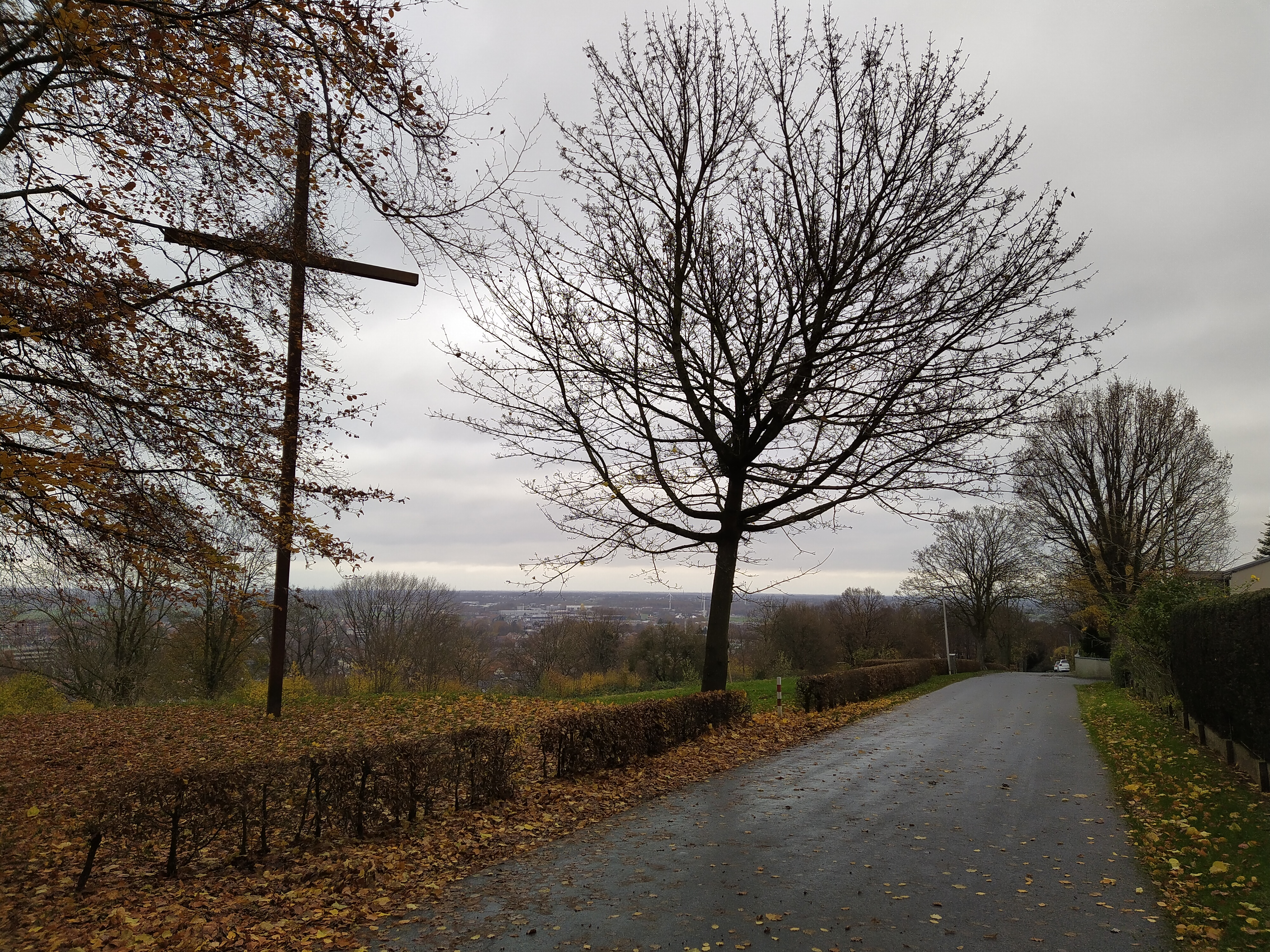
Kreuz (November 2023)

Das Kreuz auf dem Gallenkamp erklärt sich so:
Im Sommer 1950 fand ein mehrtägiges Treffen der Ostflüchtlinge in Lübbecke statt, in dessen Rahmen nicht nur Konzerte, Treffen, Gottesdienste usw. veranstaltet wurden, sondern auch das Mahnmal eingeweiht wurde. Im Volksmund wird es „Kreuz des Ostens“ genannt. Ursprünglich war es aus Holzstämmen gefertigt, die man in Espelkamp-Mittwald eigens zu diesem Zwecke geschlagen hatte. Das Kreuz diente dem Gedenken der Gefallenen, der Verstorbenen sowie der Vertriebenen des Krieges, der verlorenen Heimat und seinerzeit auch noch der Hoffnung auf eine Rückkehr in die heimatlichen Gebiete jenseits von Oder und Neiße. Das ursprüngliche Holzkreuz musste Ende 1958 entfernt werden, weil es durch Witterungseinflüsse morsch geworden war. Im November 1960 berichteten die Tageszeitungen, ein neues, 14 m hohes Kreuz aus nahtlosem Rohr, sei stattdessen gesetzt worden.